# Camille Pelissier
Camille Pelissier est un homme politique français né le 29 août 1859 à Forcalquier (Alpes-de-Haute-Provence) et décédé le 28 septembre 1943 à Marseille (Bouches-du-Rhône)

## Biographie
Avocat, conseiller général, il est sénateur des Basses-Alpes de 1907 à 1912. Il s'intéresse surtout aux sujets concernant son département.